# 蒙扎的历史
蒙扎的历史始于古罗马时代，正式命名为摩迪斯阿(Modicia), 但在蒙扎附近一带地区，考古证物显示有人居住的日期比古罗马更早。公元七世纪左右，蒙扎是倫巴底王國的夏季首都，在政治和艺术发展上都非常鼎盛。跟着被纳入神圣罗马帝国，却能保持高度的自主权。至十一世纪，成为米兰的卫星城市。十三世纪则是一个自由市府。十四世纪被米兰的贵族家系維斯孔蒂管辖。之后，受西班牙人和哈布斯堡王朝统治，直到1859年成为撒丁王国所属，至1861年受治于意大利王国。

## 源流
二十世纪末，考古学家在蒙扎地区找到铜器时代（公元前二千年）遗留下来的不少古迹：埋葬用品，武器，针，瓶子等。今天这些古物都收藏在公民博物馆里，证明当时已有些可能是原籍凯尔特人在此群居。一群属于古代高卢族的因素比里亚人(gli Insubri), 跨过阿尔卑斯山，在今名为米兰的梅蒂奧拉努地区定居，组成很多大小的村落。这种高卢-凯尔特族类的人群，在兰布罗河岸与后来古罗马由美因茨迁移到埗的士兵汇成一族。

## 古罗马时代
公元前222年，古罗马派出的执政官员格奈乌斯·科尔内利乌斯·西庇阿·卡尔弗斯和马克卢斯征服了高卢-凯尔特人。几年后（公元前218年），这地区却归于汉尼拔统治。公元前二世纪初期，山南高卢人重归罗马统治，公元前9年从凯撒大帝手中得到罗马公民的地位。蒙扎得到罗马正式命名的书面证据写在两块石版上，可追溯到公元一世纪。一块在卡罗比奥鲁的圣玛利亚圣堂里，另一块在皇家别墅里。据推断，此城市的拉丁文原名该是摩迪斯阿（Modicia）。古罗马统治的遗迹可从出土的日用陶器上面看到，一般都有凯尔特人罗马字化的名称。在市中心的蓝波河两岸都有上古居民遗下的迹象。河上的桥是现在仅有的罗马古迹，因近于当时少年人练习体育运动的场所，所以叫做鬦技场桥。这条桥长70米，宽4米，在十九世纪拆除后建立了现存的狮子桥。古桥原有7个弧形的桥梁，现在还剩下明显的一个，是当时从米兰到莱科必经之地。在奥古斯都王统治期政区的分割形态下，摩迪斯阿是属于第十一区跨帕单尼亚区(Transpadania)。由于地理上非常接近当时稱為梅蒂奧拉努的米兰，摩迪斯阿不是一个自立的城市，直到第三世纪，都依附着米兰，并不断地保持她以农作业为重点的特色。
随着古罗马帝国的衰落，公元402年哥特国王亚拉里克征服跨帕单尼亚。

## 第五至第八世纪

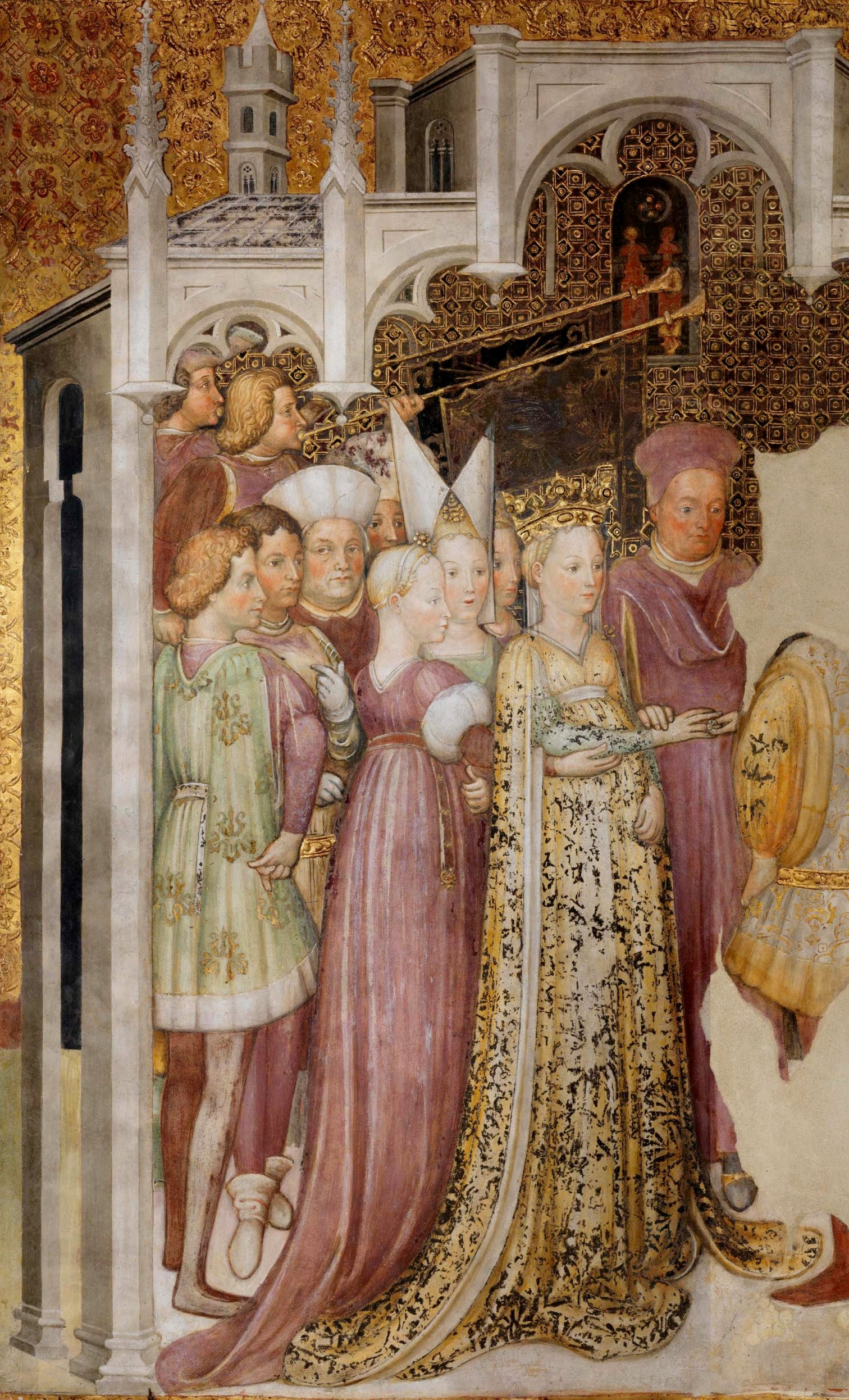
特娥多琳达皇后

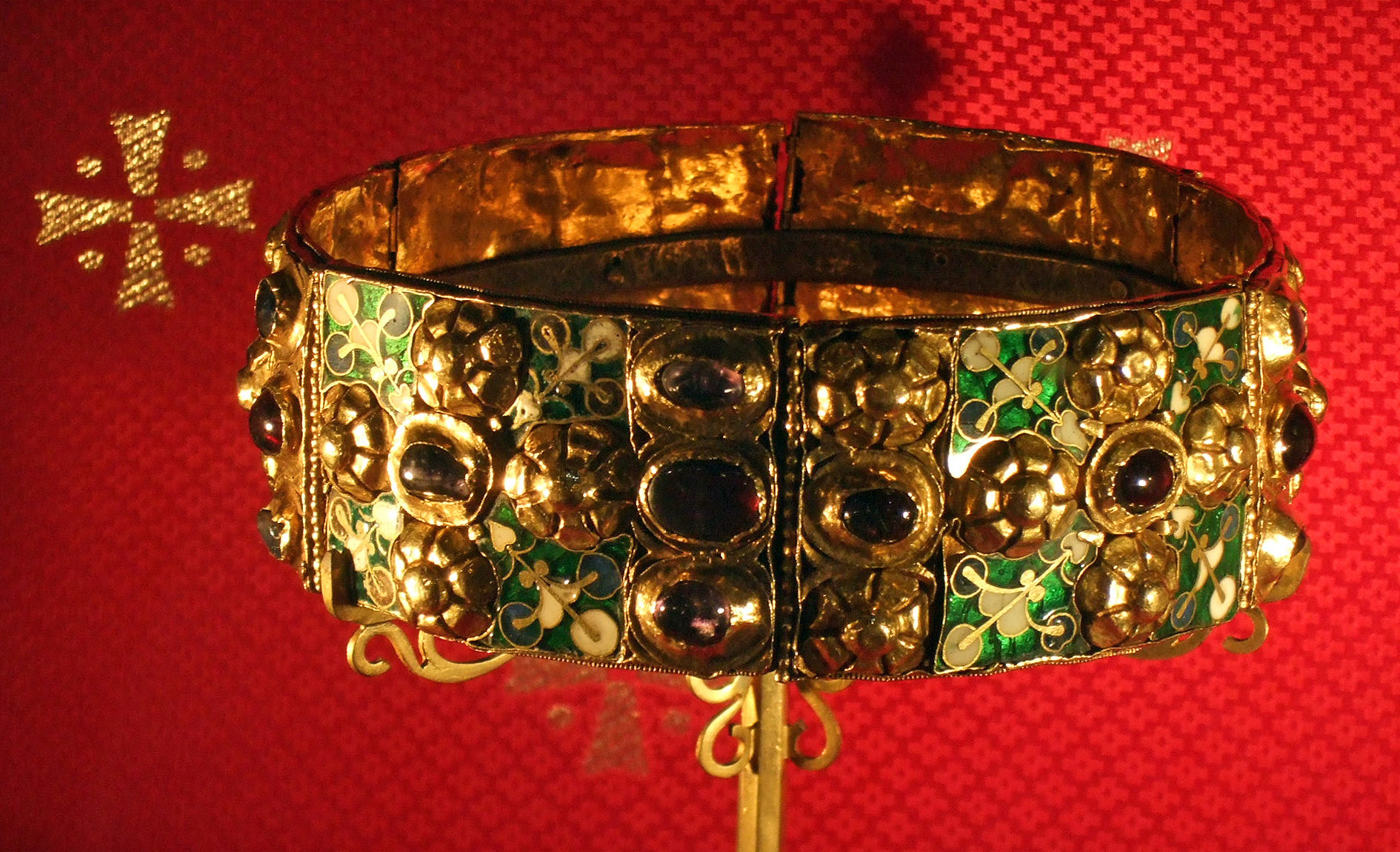
铁钉冠

阿之路夫逝世时 (616年)伦哥巴度帝国的领土（蓝色区域）

罗马帝国的没落令蒙扎也受到影响，其他种族的人民不断迁移到此地。首先是打败罗马最后一个国王的日耳曼蛮族的奥多亚赛。
跟着公元493年是东哥德人的狄奥多里克把蒙扎选为居所之一，建造了伟大的宫殿。保罗执事著作的《伦哥巴度历史》(Historia Langobardorum)上也有提及，但这宫殿已无迹可考。
之后，公元553年，查士丁尼一世对哥特人开战，把意大利重新带回拜占庭王朝下。
公元568年在阿尔博因王领导下，伦哥巴度王朝到臨。伦哥巴度王国伸展至意大利领土大部分，分为大伦哥巴度帝国(Langobardia Maior)和小伦哥巴度帝国(Langobardia Minor)，蒙扎此时成了一个历史上非常重要的中心，由摩迪斯阿改名叫摩度俄提亚(Modoetia)。
从狄奥多里克死后到奥塔里(Autari  - 590)和他后人阿之路夫(Agilulfo 616)两代王朝之间，蒙扎没有特别的历史记载，在公元589年，伦哥巴度王朝，奥塔里娶了巴伐利亚王加里巴尔德(Garibaldo)的女儿特娥多琳达(Teodolinda), 一年后猝死，继位人阿之路夫与特娥多琳达结偶，成为意大利王国国王。把米兰选为王国首都，蒙扎则成为夏宫所在地。这华丽的夏宫已无迹可寻，只在至今仍存在的皇后送给蒙扎圣约翰教堂的圣经封面上有提及。
特娥多琳达在595年在蓝波河畔和她居住的皇宫之间建造了一所祈祷处，是第一座圣约翰洗者的圣殿，位于皇家别墅旁边。这些记载都在保罗﹒迪阿克诺所著的《伦哥巴度历史》(Historia Langobardorum)上。今天在大教堂里，仍可见到特娥多琳达皇后朝代遗留不少古迹。现在贴着大教堂的伦哥巴度大钟楼据推断该是当时守望皇宫的楼台。
不久之后，根据民间传说，这所祈祷殿的建成，是由于特娥多琳达皇后一天与皇室人员去打猎时，在蓝波河边睡着了，梦中见到一只象征圣神的白鸽子，对她说了一句话：“modo”（摩多），表示希望有一块属于神的处所。皇后马上回答说：“etiam”(额提俺)，表示答允神的愿望。由两个字加起来，成了“modoetia”（摩多额提阿），是蒙扎原始名字的起源。这故事在蒙扎大教堂里的特娥多琳达小圣堂里的壁画上记载着。
教宗额我略一世受皇后勉力把当时大部分仍属于异教和阿里乌教派的伦哥巴度人归化天主教所感动，把很多有历史和艺术价值的礼品送给这个城市，其中就有现今只遗下封面的圣经书面。
特娥多琳达皇后于公元627年逝世，埋葬在祈祷殿里。到1308年迁往现在以她为名的小圣堂里。
公元774年，当时的狄西德里乌斯被法兰克王国的查理大帝征服，查理大帝冠冕大典在蒙扎举行，接受当时只有王帝才能戴的铁钉冠(Corona Ferrea)。由于此铁钉冠从古到今都是停放在蒙扎的大教堂内，故蒙扎有“皇城”的称谓，表示她直属国王所有，拥有在地位和税收方面的优待。

## 第九世纪
公元843年查理王朝三分，蒙扎成了意大利王朝的一分子，在洛泰尔一世(Latorio I)治下。

## 十世纪
贝伦加尔一世成了意大利王朝国王以后，在915年更成了罗马帝国皇帝，统治整个意大利，蒙扎又重新担起从特娥多琳达皇后去世后失去的政治上的重任。
贝伦加尔在蒙扎戴上铁钉冠受冕，选择蒙扎为帝国基地。并建造了一个军事城堡抵抗马扎儿人的侵占。
在他的统治下，蒙扎有额外的自主权，有自己定的度量衡制度，有财产的充公权和用本城盖章公证文书的记录能力。
贝伦加尔对蒙扎城市非常慷慨，赠与很多宝贵的礼物，其中有一个镶满宝石的十字架。对当地教会更另眼相看，大教堂的神职人员总管更有政治权力。
有军营的蒙扎，在980年为东法兰克国王奥托二世的居所。1000年奥托三世成为蒙扎和周围各属地的保卫者。
以后两个世纪蒙扎的地位不断上升，导致米兰市千方百计要把她压低的风尚。

## 十一世纪
1018年，从科莫出生的阿里贝尔多(Ariberto d’Intimiano, 970-1045)在米兰受封为主教，成了蒙扎的大官主人，蒙扎在米兰眼中的额外自主权随着这事件渐渐消失了。米兰主教和神圣罗马帝国的康拉德二世之间的斗争从未间断过。死后，阿里贝尔多主教给蒙扎的大教堂和神职人员留下大量的遗产。
蒙扎成为自由地方政府城市的来源无迹可寻。大部分历史家认为该起于第九世纪或第十世纪初，是对米兰高级神职人员对抗的行动。

## 十二世纪

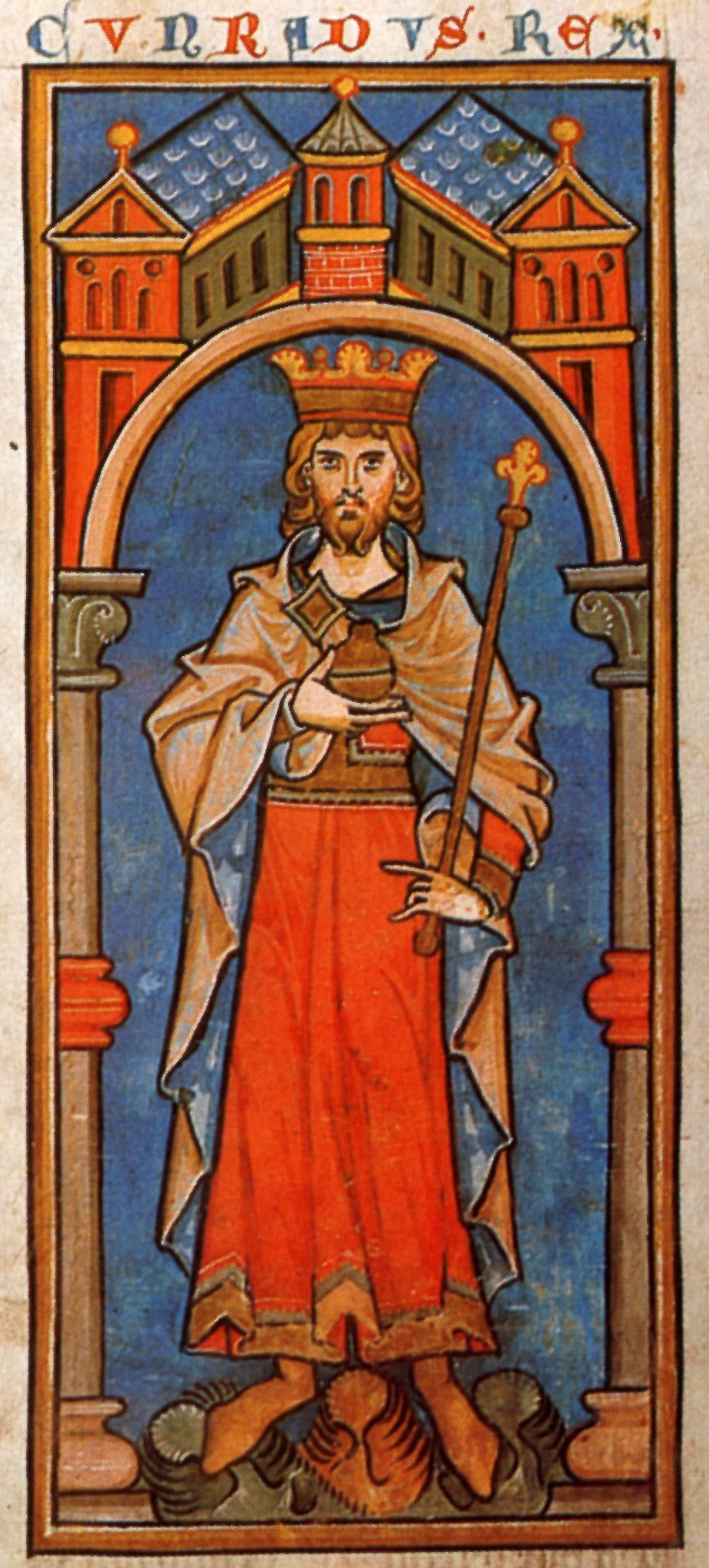
康拉德三世

此时的蒙扎市内有大约7000个居民。虽然手工业开始萌芽，但农业仍然是蒙扎的主要生产业务。
1128年，在圣米凯勒圣堂，霍亨斯陶芬王朝的第一个罗马人民的国王康拉德三世在米兰大主教手中接受加冕成为意大利国王。可是他戴的王冠历史上没有记载，因为当时在蒙扎的王冠有三个：一个是特娥多琳达的，一个是铁钉冠，另一个是阿之路夫的。据推断后者比较适合，因为前两者面积太小。剩下来的最后一个，不属于伦哥巴度时代，是十一世纪产物，但已被拿破仑在十八世纪带到巴黎溶掉了。
这世纪三十年代圣哲拉多尔(San Gerardo dei Tintori)在蒙扎出生，是蒙扎医院的创办人。
到1135年，康拉德三世把王国交到洛泰尔三世手中。同年，教皇英诺森二世把蒙扎耐入自己保护权下，再给予特惠。
后一年洛泰尔认许蒙扎的神职人员可与米兰教会分离，蒙扎重新得到自主权，不单在土地和财富方面自立，宗教灵性上也不再受米兰管辖。比方，与其他地区有别，蒙扎可以自立地指升神职人员，但仍需先得米兰主教权威允许。
1158年和1163年康拉德三世的侄儿红胡子腓特烈一世来过蒙扎。城市再得到更多自主权而与米兰分政，因为米兰当时非常反对神圣罗马帝国皇帝。

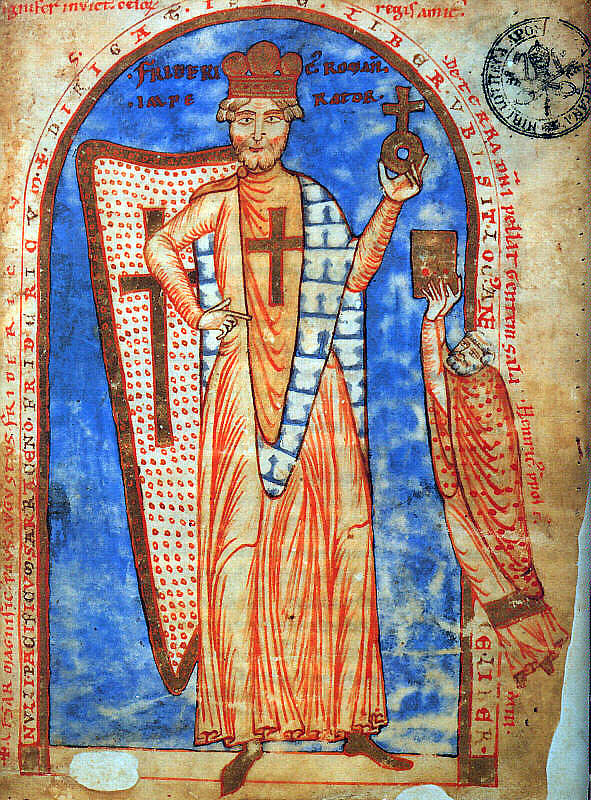
红胡子腓特烈一世

腓特烈宣称蒙扎为自己的领土，并颁发在道路上收取税项的法例，这种法例是一般“皇家总部”才有的。在与米兰和其他“伦巴第联盟”的城市斗争之间，蒙扎是红胡子的行政总部。
直到1185年，红胡子和伦巴第联盟签了“康斯坦茨和约”，蒙扎又回到米兰的管辖下，并把大教堂的财宝收纳为己有。
1185年红胡子的儿子亨利六世在蒙扎与西西里岛的康斯坦丝公主联姻，并被加冕为罗马人民的国王。

## 十三世纪

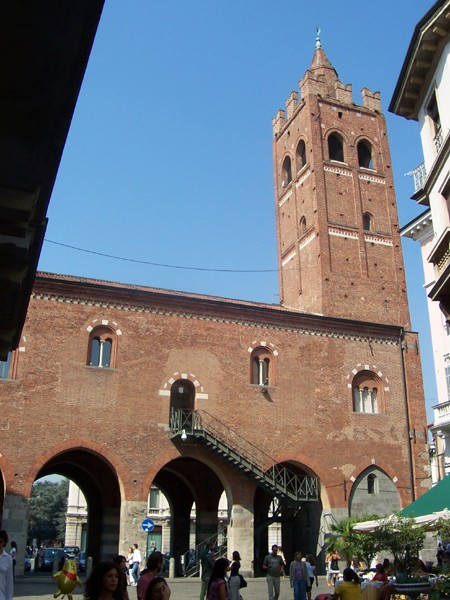
蒙扎的阿领卡里奥城楼

蒙扎的城市的独立象征在阿领卡里奥（Arengario）城楼。是意念上与十二世纪末建好的宗教势力代表的大教堂对立的表象。
这时期首次出现了蒙扎的城市徽章：一个蓝色的盾牌，上面有一个红色的月亮，月亮的下颐是一个白色的半圆形。在大教堂里的章节图书馆(Biblioteca Capitolare)里珍藏的《蒙扎行政市区成文法》上有记载。
另一个十三世纪遗留下来的场地是今天的“的里雅斯特与特伦托广场”(Piazza Trento e Trieste),是当时公众市场所在地。
十三世纪的蒙扎随着体制的改变，生产形式也跟着改变了，有一个注重农业的地方，开始发展手工业，在城边开始生产羊毛纺织品。
这段时期，由于政治原因，蒙扎再与米兰惺惺相惜，缘由1221年米兰的总主教把蒙扎绝罚。
到1242年，蒙扎的高级神职人员阿尔巴里克(Alberico da Oreno)为了资助米兰居民抵抗腓特烈二世，把蒙扎市中的财富尽情使用，到偿还抵押品的时候，却缺了一个叫做“伟大”的纯金爵杯。第二次与腓特烈抗战时，米兰又向蒙扎借贷，偿还时加的条件是取消绝罚，1254年达成了，还杯时杯上缺了17粒宝石，这些都记载在1275年的一张清单上。
这样两个城市的事实与敌人越来越分不开。1255年蒙扎被教皇指派给吉伯林派，1259年从威尼托过来的俄则里诺(Ezzelino da Romano)更要占领蒙扎的城堡，却被强力赶走了。

阿利普兰迪徽章

1273年与1311年，蒙扎的财宝经过另外两次转移，都是用来当抵押品。一次在现在的卡拉比奥洛圣堂(Chiesa del Carrobiolo)内， 另一次抵押给一些银行家而被转到法国的阿维农。直到1319年，当时的米兰官主和罗马神圣帝国的代表马特奥·威斯康迪(Matteo I Visconti)才把蒙扎的财宝送还。
蒙扎也涉及在德拉·托雷家族与維斯孔蒂家族两家族的战斗中，1275年被侵占。1277年当威斯康迪总主教在德斯奥(Desio)打赢了德拉托雷后，蒙扎跟着被宣布为米兰的领域。

## 十四至十六世纪，維斯孔蒂和斯福尔扎家族时代
公元1300年是天主教教会第一次举行圣年的庆典，蒙扎的大教堂开始重修。
罗马神圣王朝的新皇帝亨利七是在1311年登基，在蒙扎用来加冕的皇冠被德拉托雷族人搜掠了，新皇帝便下令做一个新的皇冠，成为罗马人的皇帝。1312年蒙扎成为教皇派（Ghibellina）的支持分子。
1322年蒙扎的一个贵族家庭成员恩里科·阿里普兰迪(Enrico Aliprandi)为了支持德拉托雷派在市内招集兵士而自命蒙扎的主翁。同年，鲁吉诺·維斯孔蒂(Luchino Visconti)与弗朗西斯科﹒噶尔班纳特(Francesco da Garbagnate)把蒙扎的围城城墙拆了，以消除对米兰来的抵抗。
1325年马特奥·維斯孔蒂(Matteo I Visconti)的儿子加萊亞佐一世(Galeazzo I)在长期围攻蒙扎后取得胜利，就开始加重城市的防卫设备。把蓝波河分支，建造第三个城堡。城里的第一个堡垒是一座40米高的大楼，后来变成了市内的监狱，1327年噶勒阿左一世在罗马皇帝路易四世(Ludovico IV il Bavaro)的命令下，竟被监固在这监狱内，一年后才获释。噶勒阿左一世建的城堡，今已无迹可寻。

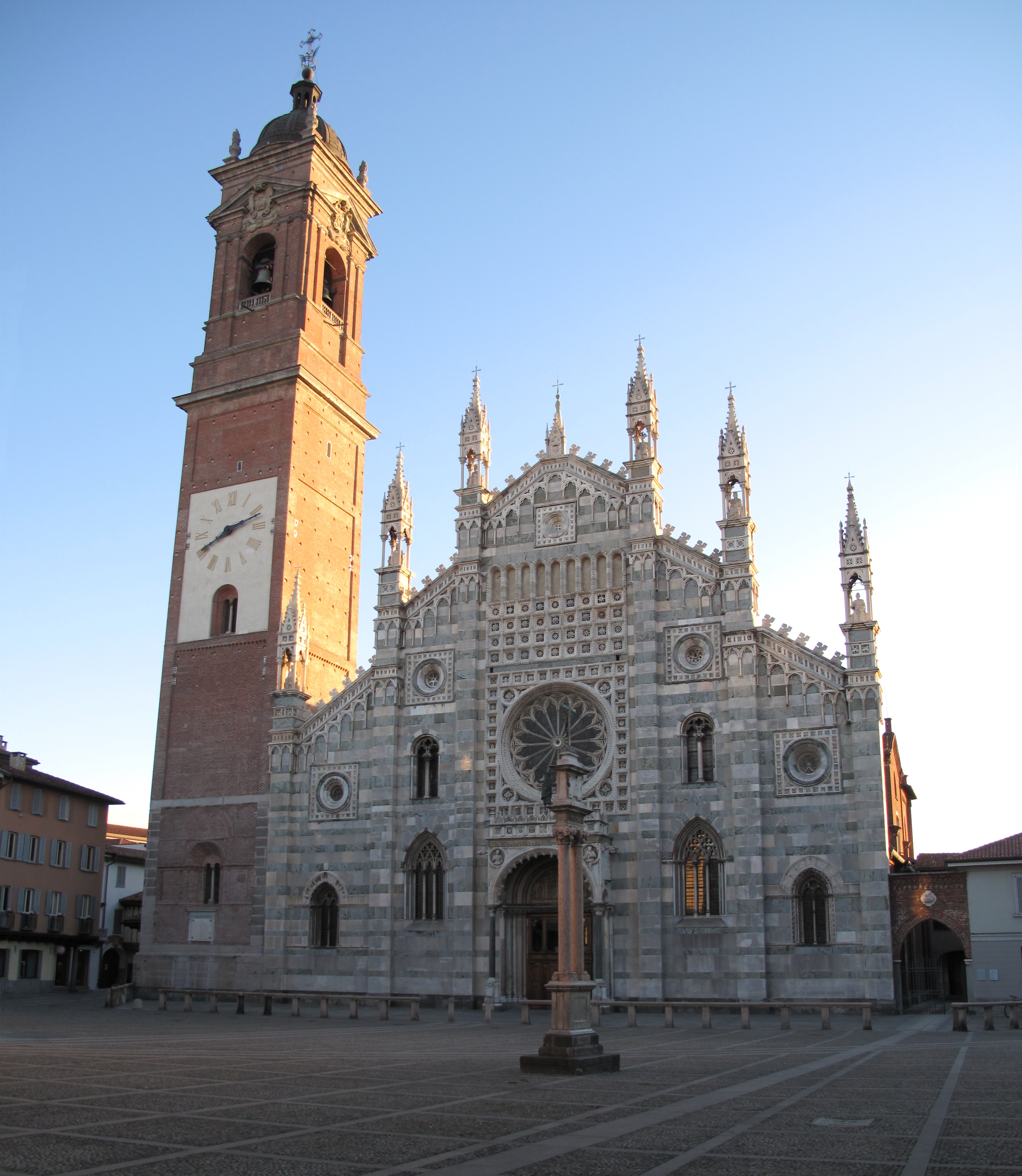
蒙扎大教堂

1329年马尔蒂诺·阿里普兰迪(Martino Aliprandi)协助他弟弟皮纳拉·阿里普兰迪(Pinalla Aliprandi)带领着一支維斯孔蒂属下的骑士重把在路易四世统治下的蒙扎征服。
这样米兰的領主阿佐內·維斯孔蒂(Azzone Visconti)允许蒙扎再建围城，城墙的建造工程由1333年开始至1381年完结。
马尔蒂诺·阿里普兰迪(Martino Aliprandi)于是从1334年到1336年成为了蒙扎的主人，建城墙的同时，他更原来三扇城门加建为七扇，都设有防卫用的吊桥。1354年教皇依诺增爵六世頒令为各朝皇帝加冕的意大利皇冠，铁钉冠，法定存留在蒙扎的大教堂内。
1380年米兰的第一个公爵吉安·加萊亞佐·維斯孔蒂把蒙扎的城堡送与他夫人卡特琳娜(Caterina)。她在1404年受到她儿子喬凡尼·玛利亚(Giovanni Maria)的囚禁后死于此城堡。1402年鼠疫开始传播。
1407年埃斯托雷·維斯孔蒂(Estorre Visconti)成了蒙扎的主翁，并自制货币。1412年他外甥吉安·瑪麗亞·維斯孔蒂死后，他便名正言顺地成为了米兰的公爵，把另外一个外甥菲利波·玛利亚·維斯孔蒂不放在眼内。1413年在蒙扎城堡中被一块石头扔中，伤了腿，跟着去世。

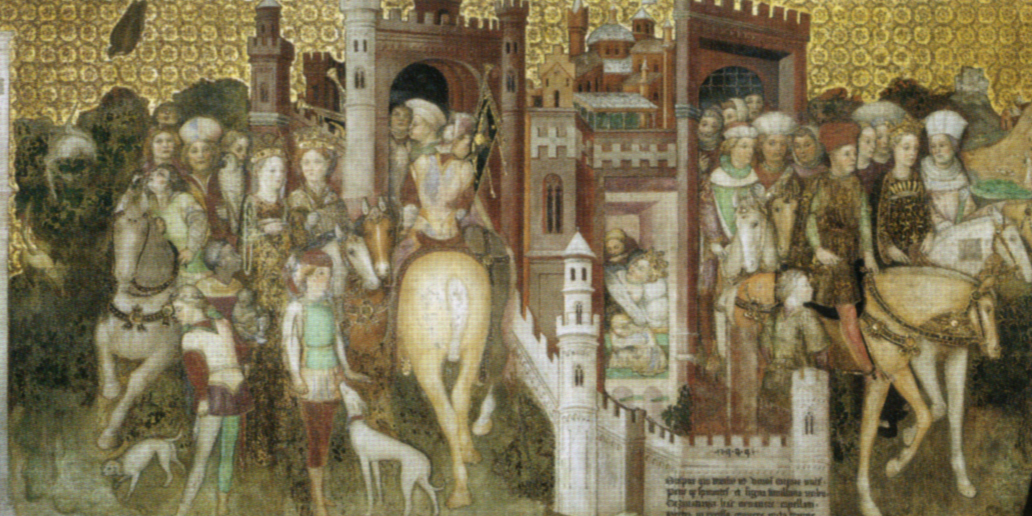
蒙扎大教堂内壁画，关于梯娥多琳达治下的历史

从1427年到1436年蒙扎的总督却是扎可姆·卡斯提里欧尼(Giacomo Castiglioni)。
在維斯孔蒂的主人管制渐渐失势，1440年至1446年蒙扎大教堂里的壁画在扎瓦塔里(Zavattari)兄弟手中完成了。1447年最后的米兰公爵菲利波·瑪麗亞·維斯孔蒂逝世后，弗朗切斯科·斯福尔扎一世登台，蒙扎1449年又重归米兰政权下。

斯福尔扎纹章

## 十六世纪至十七世纪，西班牙统治
1500年法国国王路易十二被卢多维科·斯福尔扎拘捕并下狱，后者宣称成为米兰的公爵，蒙扎紧步后尘。
1512年至1515年间，馬西米利安諾·斯福爾扎战胜了法国和神圣联盟，成了米兰的公爵。但1515年法国的弗朗索瓦一世在马里尼亚诺战役中征服米兰而成为米兰公爵。
1522年蒙扎在劳特力将军和其他意大利兵团统治下。至1525年帕维亚之战法国人被西班牙国王查理五世征服，米兰的公爵位重归弗朗索瓦二世所有。而西班牙的势力不断扩展。
随着鼠疫传播，米兰公爵弗朗索瓦二世逃往蒙扎城堡，蒙扎也跟着受鼠疫传染。
1526年蒙扎再次受围攻，安东尼奥·德雷瓦(Antonio de Leyva)是米兰总督兼王朝军队无上将军，1527年把蒙扎城市虏获。同年蒙扎的城堡在一次地雷意外爆炸中差不多全毁坏了。1529年安东尼奥﹒德雷瓦成了蒙扎的主翁。他主要的政务是维护教会事务，管理税务和把几个城门封闭。
1530年查理五世在博洛尼亚会议后，在蒙扎戴铁钉冠加冕成为神圣罗马帝国皇帝。

哈布斯堡纹章

1535年弗朗索瓦二世去世，由于他无后代，这时展开了继承爵位的争夺。
1537年至1557年间，领土由路易·德雷瓦(Luigi de Leyva)管辖。这家族里头的玛丽安娜(Marianna)是曼宗尼(Manzoni)所写的《承诺的配偶》中“蒙扎的隐修女”的灵感引发形像。
1576年城内传播着圣卡路鼠疫，在1577年终止，病死者无数。蒙扎大教堂的广场上，树立了一个巨型的十字架，让人们在空旷的地方参加宗教礼仪，以避免传染。
两年后，在圣卡路波罗米奥主教就任后，他把整个教区统一管治，把蒙扎也算在教区内。蒙扎市民从古代一直都是随从罗马礼仪的，不愿意顺从，就向教皇额我略十三世上诉。教皇可能为了避免在当时已经开始风行的基督新教火上加薪，把米兰总主教枢机主教的政策取消，1578年6月24日，蒙扎重新使用罗马教会礼仪。
1630年鼠疫再次暴发，此次鼠疫在曼宗尼(Manzoni)的书上也有记载，从此，蒙扎深陷人口和经济上的危机。
1648年在一个米兰富有银行家族都灵尼(Durini)在蒙扎购买了很多地产，并建造大量房屋。
米兰的公爵领域，包括蒙扎在内，受西班牙王国统治直到第十八世纪。这段时期，是整个意大利，特别是整个区域，经济上最衰落的年代。

## 十八世纪，哈布斯堡王朝

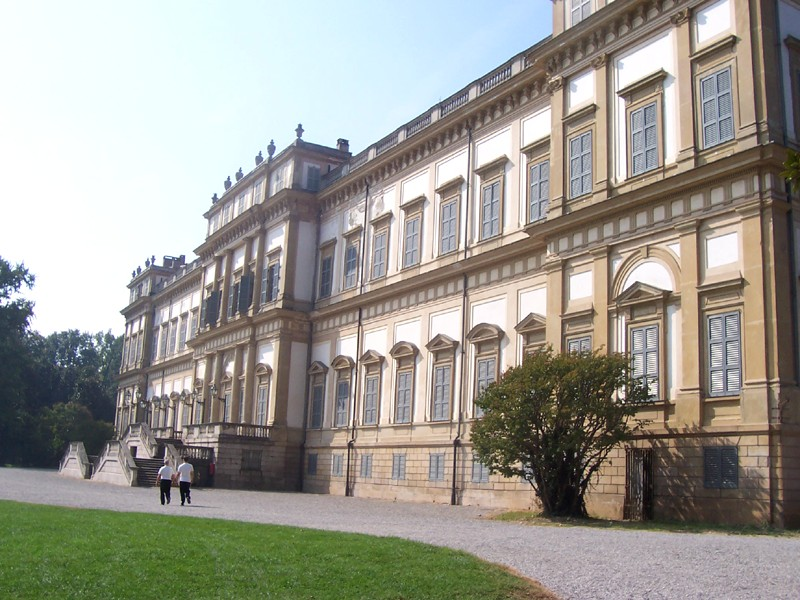
皇家别墅，东面

1713年西班牙王位继承：战争结束后，米兰公爵爵位转移到奥地利哈布斯堡王族手里。这年代是蒙扎城市翻身的时候，农业和手工业都有蓬勃的发展。
蒙扎城内有名的别墅都是这个时候建造起来的。皇后玛丽亚·特蕾西娅为了满足在米兰当总督的第四儿子费迪南的愿望，建造了皇家别墅（1777-1780）。选择蒙扎的原因除了此地风景优美外，也因为她与米兰和维也纳都很近。皇家别墅是由福利尼奥(Foligno)出生的建筑师皮尔·马力尼(Giuseppe Piermarini)设计建造的。
1796年拿破仑结束意大利之旅后，米兰公爵领域被列入法兰西共和国（第一共和）内，再后成为奇萨尔皮尼共和国的领土，在1802年成为意大利共和国领土。

## 十九世纪

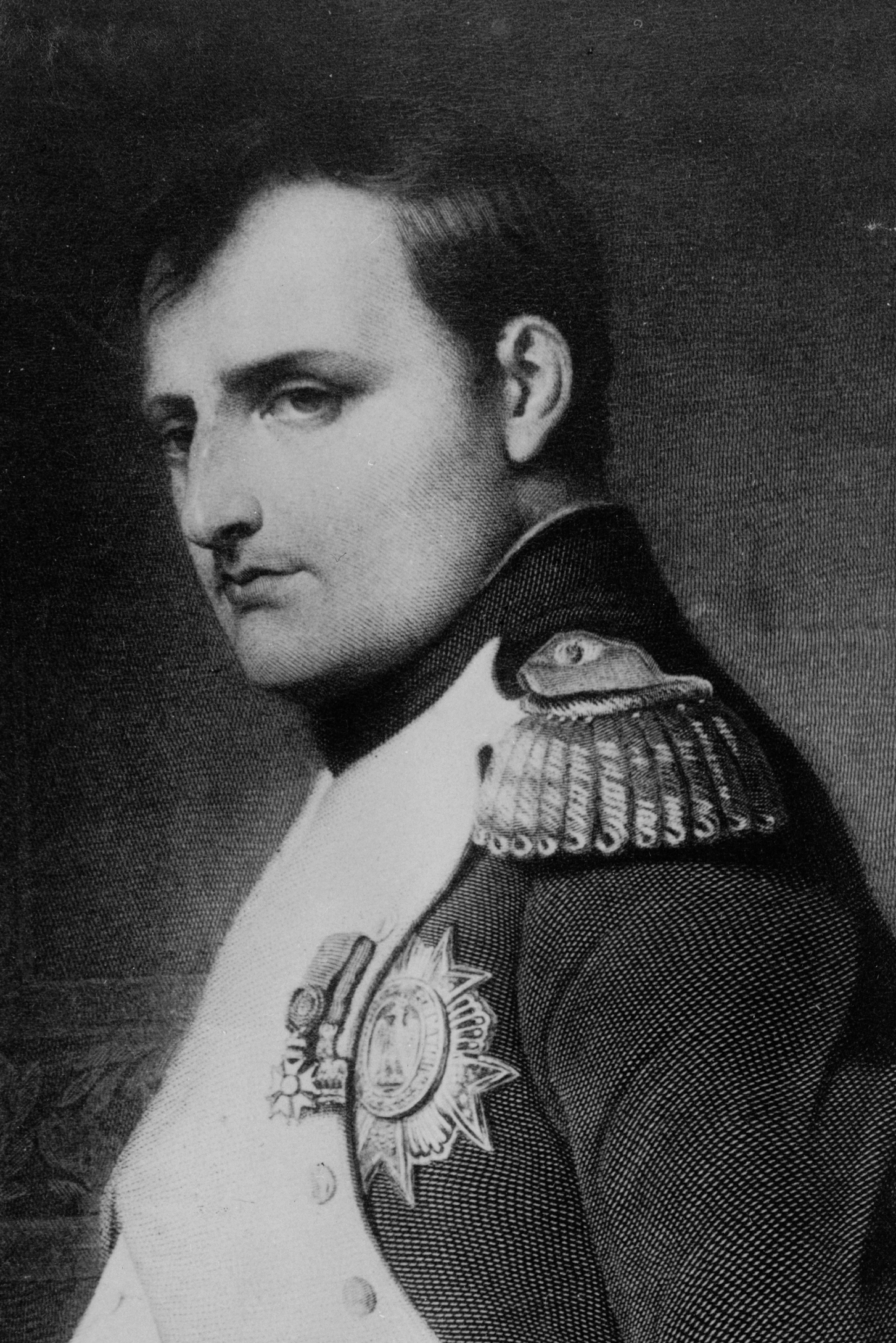
拿破仑·波拿巴（拿破仑一世）

在法国人眼中，蒙扎的皇家别墅是哈布斯堡王朝的象征，从来就不乐意它的地位。法国人把别墅卖了，想要拆掉，经过蒙扎市民反对，最后没把别墅拆掉，但遗弃的后果做成整个建筑日趋腐朽。
这段时间，蒙扎的财宝中三分二的金具和银器都交给了米兰的金库，用来溶化成钱币资助军事使费。拿破仑也把大教堂的宝藏据为己有，并把章篇图书馆藏着的书籍转移到巴黎国家图书馆。铁钉皇冠则暂时可以留在蒙扎。
1805年意大利共和国变成了意大利王国，以米兰作首都。1805年5月26日铁钉皇冠被送到米兰用来为拿破仑加冕。拿破仑自己把皇冠放在头上，并呼喊出“是上天给我的，谁都不能动它”。跟着拿破仑成立了《铁钉冠勋章纪队》(Ordine della Corona Ferrea)，蒙扎接受了《皇城》的名衔。那时意大利的总督是欧真·贝哈尔讷(Eugenio Beauharnais)，他在1805年在皇家别墅定居。这时，建筑物重新发挥光彩，正式命名为“皇宫别墅”。
1807年蒙扎的城堡全拆完了，剩下来的石头都用了来做皇家公园的围墙。皇家公园是总督建立的。
1815年法兰西第一帝国倒台，奥地利把伦巴帝和威尼托合成一个王国，并派本身的官员严厉管理。蒙扎此时成为米兰省的一部分。
蒙扎市民要求索回拿破仑从城市拿走的宝藏。1816年3月2日，在首位神职人员普诺拉主教的推动下。差不多全部财宝都回归蒙扎市，只缺了阿之路夫国王(Agilulfo)的皇冠，在巴黎给溶掉了。
1816年奥地利皇帝弗朗茨二世頒令蒙扎自成一市。1818年大公爵冉尼额里(Ranieri)成为伦巴帝和威尼托王国的总督，用蒙扎的皇家别墅作居所。
他的后人费迪南一世于1838年在米兰用铁钉皇冠加冕，并增加蒙扎城市的福利。开建了新的道路，当时名为费迪南大道的，是今天的维托里奥·埃马努埃莱路(Via Vittorio Emanuele)，1842年建造了狮子桥，用煤气灯照明。1841年意大利第一条铁路联系米兰和蒙扎的一段在这里开幕。
羊毛加工渐渐退出，跟着而来的是毡和帽子的手工业的盛行。

## 意大利统一时代
1848年3月22-23日，蒙扎也参加了“米兰五日”起义，把当时奥地利驻监人员葛培(Geppert)赶走。蒙扎的爱国主义者跟莱克的一起，到米兰的凯旋门战斗。把奥地利人赶走了以后，蒙扎成立了一个“市民保卫队”，蒙扎的妇女们纺织旗帜为他们打气。
意大利第一次独立战争完结后，1849年奥地利人由约瑟夫·拉德茨基·冯·拉德茨将军领导下，重新取回管理权，跟着的弗朗茨·约瑟夫一世的弟弟墨西哥皇帝马西米连诺一世都住在皇家别墅。蒙扎城内最引人垂涎的当然是大教堂的财宝，拉德茨将军拿到了以后，1849年带去曼托瓦，但同年送还蒙扎市。
1859年第二次独立战争后，整个伦巴第区都不再受奥地利人管辖，从而加入了撒丁尼亚王国。
但蒙扎的宝贝铁钉皇冠被奥地利人拿走，带到维亚纳，直到第三次独立战争完成后，在1866年12月6日才完整无损地回到蒙扎。从此，只有两次离开过蒙扎城市：一次是1878年在罗马维托里奥·埃马努埃莱二世登基时，和在两次世界大战之间，被放在梵蒂冈保管。
1860年朱塞佩·加里波第进佔西西里岛时，一个蒙扎青年学生阿驰里·马培立(Achille Mapelli)放弃学业，跟从他做志愿军去了。1861年意大利王朝成立时，蒙扎居民人口约有两万五千。
1862年朱塞佩·加里波第到蒙扎探访。在他死后25年，蒙扎为了纪念他，由巴扎罗(Bazzaro)雕像家塑造了他的雕像，放在以他为名的广场上。
1868年维托里奥·埃马努埃莱二世成立意大利皇冠勋章纪队(Ordine della Corona d’Italia)，此队徽章上以铁钉皇冠做标志。

## 十九世纪下半世纪
几个世纪来，蓝波河河水都是磨坊动力的来源，由于蓝波河流过整个蒙扎城市，手工业得到动力而蓬勃发展。十九世纪中叶，蒙扎的手工业包括丝绸纺织，帽子生产，特别是棉布纺织。城市周围的比利安扎(Brianza)各小城市渐渐是家具生产区。
这世纪最后二十年，蒙扎成为工业城市的面貌越来越显著。制作帽子的大工厂有出名的瓦雷拉，坎比阿格(Cambiaghi)，利茨(Ricci)；纺织业有佛撒提(Fossati)，机械业的有佐陪费(Zopfi)，电池生产的汉森贝尔(Hensemberger)。
1891年8月22日第一家以圣哲拉尔多(San Gerardo)为名的医院诞生。圣哲拉尔多和圣洗者约翰(San Giovanni Battista)两位都是蒙扎城市的保护圣人。医院受到意大利国王翁貝托一世大力资助。
1895年12月31日，此时的蒙扎有大约三万七千五百居民，有三十一条街道，全长四十二公里。城内外的田地生产各样农产品。也生产桑蚕，供应城市附近比利安扎满布的纺丝厂。

## 刺杀意大利国王
1900年7月27日，一个无政府主义者蓋塔諾·布雷西从美国来到蒙扎，租住在皇家公园附近的一家饭店。把当时的意大利国王翁贝尔多一世的日常行程打听好，知道国王29号星期天晚上会在“坚强和自由”体育馆(Forti e Liberi)参加典礼。那天晚上10点半，国王离开体育馆时，坐着马车与民众打招呼，布雷士开枪把他刺杀了。国王的承继人维托里奥·埃马努埃莱路三世为了纪念这事件，建造了赎罪小圣堂(Cappella Espiatoria)。

## 二十世纪
1911年蒙扎市人口大约为四万一千二百人，是当时意大利八个新兴的工业城市之一。主要工业仍是纺织业，机械工业和帽子生产业。
第一次世界大战时蒙扎跟其他很多的意大利城市一样，参加战争。战后在市中心由雕刻师潘側拉(Pancera)铸造了大战英雄像，放在“的里雅斯特与特伦托广场”(Piazza Trento e Trieste)上。
在两次大战时期，市内的生产业没受太大的影响，反而生产量不断上升。房产随着扩展，可是城市计划却不很有秩序，于是1925年市政府决定订好一项城市发展计划。城市市容因此渐渐改变了，比方在“的里雅斯特与特伦托广场”(Piazza Trento e Trieste)上建造的市政府大楼等等。
1922年在皇家夏宫左翼开立了工业艺术高级中学(ISIA)，是意大利在这方面教育的先锋。同年在皇家公园里建立了赛道，1925年则建立了高尔夫球场。1930年新的坟场完成了，跟着一年的统计，蒙扎的人口到达6万。在市中心原本是医院的旧址建起新的法院，在罗马广场竖起了青蛙泉水雕像。
1940至1945年第二次世界大战期间，蒙扎受到不少的轰炸，死伤惨重，1943年更被纳粹党军占领。当年蒙扎市民赞尼·茨特里奥(Gianni Citterio)领导反法西斯行动组对抗。1945年4月25日，一些蒙扎市民打算和德国军人相议避免残害平民时，德军收到起营命令，马上离开了城市。但战时丧生的义士不少。
这世纪下半叶市民人口激增，城市建筑进度加快。造成交通堵塞的难题。

## 当代
如今的蒙扎已经达到12万人口。
米兰比科卡大学在蒙扎驻分校，有医学院系的外科和教育科学院系下的培训两科。
由于蒙扎和她邻近的城市在经济方面变得越来越重要，2004年6月11日蒙扎成了蒙扎和比利安扎省的省会。
2009年春天，“的里雅斯特与特伦托广场”(Piazza Trento e Trieste)重修完成，很多古时纺织业用过的渠道在地面玻璃块底下可以看到。